# U.S. Men's Clay Court Championships 2022
Lo U.S. Men's Clay Court Championships 2022, anche conosciuto come Fayez Sarofim & Co. U.S. Men's Clay Court Championships per motivi di sponsorizzazione, è stato un torneo di tennis giocato sulla terra rossa. È stata la 110ª edizione dello U.S. Men's Clay Court Championships, facente parte della categoria ATP Tour 250 nell'ambito dell'ATP Tour 2022. Si è giocato presso il River Oaks Country Club di Houston negli USA dal 4 al 10 aprile 2022.

## Partecipanti

### Teste di serie
| Nazionalità | Giocatore       | Ranking* | Testa di serie |
| ----------- | --------------- | -------- | -------------- |
| Norvegia    | Casper Ruud     | 8        | 1              |
| Stati Uniti | Taylor Fritz    | 13       | 2              |
| Stati Uniti | Reilly Opelka   | 18       | 3              |
| Stati Uniti | John Isner      | 22       | 4              |
| Cile        | Cristian Garín  | 30       | 5              |
| Stati Uniti | Frances Tiafoe  | 31       | 6              |
| Stati Uniti | Tommy Paul      | 37       | 7              |
| Stati Uniti | Jenson Brooksby | 39       | 8              |

* Ranking al 21 marzo 2022.

### Altri partecipanti
I seguenti giocatori hanno ricevuto una wild card per il tabellone principale:
- Nick Kyrgios
- Jack Sock
- Jeffrey John Wolf

I seguenti giocatori sono entrati nel tabellone principale passando dalle qualificazioni:

- Gijs Brouwer
- Christian Harrison
- Mitchell Krueger
- Max Purcell

I seguenti giocatori sono entrati nel tabellone principale come lucky loser:
- Steven Diez
- Michael Mmoh

### Ritiri
Prima del torneo
- Kevin Anderson → sostituito da  Daniel Elahi Galán
- Francisco Cerúndolo → sostituito da  Juan Pablo Varillas
- Lloyd Harris → sostituito da  Sam Querrey
- Adrian Mannarino → sostituito da  Steve Johnson
- Jaume Munar → sostituito da  Steven Diez
- Casper Ruud → sostituito da  Michael Mmoh
- Kwon Soon-woo → sostituito da  Denis Kudla

## Partecipanti al doppio

### Teste di serie
| Nazione   | Giocatore         | Nazione     | Giovatore       | Ranking* | Testa di serie |
| --------- | ----------------- | ----------- | --------------- | -------- | -------------- |
| Australia | Matthew Ebden     | Australia   | Max Purcell     | 69       | 1              |
| Messico   | Santiago González | Polonia     | Łukasz Kubot    | 84       | 2              |
| Australia | Nick Kyrgios      | Stati Uniti | Jack Sock       | 94       | 3              |
| Messico   | Hans Hach Verdugo | Stati Uniti | Austin Krajicek | 101      | 4              |

* Ranking al 21 marzo 2022.

### Altri partecipanti
Le seguenti coppie hanno ricevuto una wildcard per il tabellone principale:
- William Blumberg /  Max Schnur
- Nick Kyrgios /  Jack Sock

### Ritiri
Prima del torneo
- Nicholas Monroe /  Frances Tiafoe → sostituiti da  Nicholas Monroe /  Fernando Romboli
- Marcos Giron /  Hunter Reese → sostituiti da  Pablo Cuevas /  Hunter Reese

## Campioni

### Singolare maschile
Reilly Opelka ha battuto in finale  John Isner con il punteggio di 6–3, 7–6(7).
- È il quarto titolo in carriera per Opelka, il secondo della stagione.

### Doppio maschile
Matthew Ebden /  Max Purcell hanno sconfitto in finale  Ivan Sabanov /  Matej Sabanov con il punteggio di 6–3, 6–3.